# سفارة جورجيا في النرويج
سفارة جورجيا في النرويج هي أرفع تمثيل دبلوماسي لدولة جورجيا لدى النرويج. تقع السفارة في وهي تهدف لتعزيز المصالح الجورجية في النرويج.

## وصلات خارجية
- قائمة سفارات جورجيا
- قائمة السفارات في النرويج